# František Valošek
František Valošek (12. července 1937 Frýdek-Místek – 31. července 2023 Ostrava) byl český fotbalista, útočník, reprezentant Československa, držitel stříbrné medaile z olympijských her.

## Fotbalová kariéra
V československé lize hrál za Baník Ostrava. Nastoupil ve 150 ligových utkáních a dal 54 gólů. Za československou reprezentaci nastoupil v letech 1961–1965 v šesti utkáních. Byl členem stříbrného týmu Československa na olympijských hrách v Tokiu 1964.
Po ukončení hráčské kariéry trénoval 15 let mládež v Baníku Ostrava.

## Ligová bilance
| Ročník                                   | Zápasy | Góly | Klub          |
| ---------------------------------------- | ------ | ---- | ------------- |
| 1. československá fotbalová liga 1959/60 | 16     | 6    | Baník Ostrava |
| 1. československá fotbalová liga 1960/61 | 21     | 6    | Baník Ostrava |
| 1. československá fotbalová liga 1961/62 | 26     | 9    | Baník Ostrava |
| 1. československá fotbalová liga 1962/63 | 25     | 6    | Baník Ostrava |
| 1. československá fotbalová liga 1963/64 | 25     | 12   | Baník Ostrava |
| 1. československá fotbalová liga 1964/65 | 26     | 13   | Baník Ostrava |
| 1. československá fotbalová liga 1965/66 | 11     | 2    | Baník Ostrava |
| CELKEM                                   | 150    | 54   |               |